# Carosino
Carosino község (comune) Olaszország Puglia régiójában, Taranto megyében.

## Fekvése
Tarantótól 15 km-re délkeleti irányban fekszik, a Murgia-fennsíkon.

## Története
A mai település elődjét valószínűleg a messzápok alapították az ókorban. Hosszú ideig elnéptelenedett volt. 927-ben a szaracén kalózok elől menekülő tarantói lakosok alapították újra Citrignano néven.
Első írásos említése 1348-ból származik, amikor a nápolyi Anjou királyok eladták a Palmerio di Capua nemesi családnak. A 15. században a Szkander bég által vezetett albán hadsereg fosztotta ki. Önállóságát 1806-ban nyerte el, miután a Nápolyi Királyságban felszámolták a feudalizmust.

## Népessége
A népesség számának alakulása:

## Főbb látnivalói
- Palazzo Ducale – a 15. században épült a Simonetta nemesi család számára
- Santa Maria delle Grazie-templom – a 16. században épült
- A második világháború áldozatainak emlékműve